# AIB Media Excellence Awards
De AIB Media Excellence Awards (AIB's) werden in 2005 in het leven geroepen door de Association for International Broadcasting. Deze AIB's belonen kwaliteitsvolle radio- en tv-programma's van over de hele wereld. In 2008 werden meer dan driehonderd inzendingen ontvangen, die in aanmerking kwamen voor twaalf prijzen.
In het Nederlandstalig gebied werden volgende prijzen uitgereikt:
- 2008 Winnaar "International radio personality of the year": 3FM (Nederland) Serious Request team (Rob Stenders, Gerard Ekdom en Michiel Veenstra)

Motivatie: "Het team maakte een geweldige indruk op het Nederlandse publiek, waarbij mensen lange afstanden overbrugden om hen aan het werk te zien in hun Glazen Huis"
- 2008 Eervolle vermelding in prijs "International TV personality of the year": VRT (België) Martine Tanghe

Motivatie: "Deze hoogst professionele nieuwspresentatrice maakt indruk op de jury door de combinatie van vriendelijkheid, respect, betrouwbaarheid en een oprechte belangstelling voor het publiek"
- 2009 Eervolle vermelding in prijs "Clearest coverage of a single news event – television": VRT (België) Villa Politica

Motivatie: "Intrigerend politiek drama dat zich ontvouwt op het scherm." (Bij de val van regering-Leterme I.)
- 2009 "AIB Editors’ Awards": Het Journaal (VRT, België)

Motivatie: "Het VRT Nieuws heeft de kijkers baanbrekend werk vertoond tijdens de verkiezingen 2009 in België."
- 2010 "Best creative feature - television" (meest creatieve item): Volt (VRT, België)[3][4]

Motivatie: "Een consumentenprogramma met humor en geloofwaardig gebracht, dat als voorbeeld kan dienen voor alle tv-omroepen, om de manier waarop commerciële bedrijven voor hun verantwoordelijkheid worden geplaatst ..."
- 2010 Eervolle vermelding in prijs "Best investigative documentary - television": Panorama: aflevering Bloedantiek (VRT, België)[4]

Motivatie: "de duistere wereld van de Afghaanse bloedantiek en de Belgische antiekhandelaars via goede dramatisering en interviews deskundig blootgelegd"
- 2019 "AIB Impact Award": Down the road (VRT, België)[5]